# Wioślarstwo na Letnich Igrzyskach Olimpijskich 2020
Wioślarstwo na XXXII Letnich Igrzyskach Olimpijskich w Tokio rozgrywane było w dniach 23-30 lipca 2021. Zawody odbywały się na torze Sea Forest Waterway.

## Rozgrywane konkurencje
| Konkurencja                  | Kobiety | Mężczyźni |
| ---------------------------- | ------- | --------- |
| jedynka                      | W1x     | M1x       |
| dwójka podwójna              | W2x     | M2x       |
| dwójka podwójna wagi lekkiej | LW2x    | LM2x      |
| dwójka bez sternika          | W2-     | M2-       |
| czwórka podwójna             | W4x     | M4x       |
| czwórka bez sternika         | W4-     | M4-       |
| ósemka                       | W8+     | M8+       |

## Rezultaty

### Mężczyźni
| Konkurencja                         | Złoto | Czas    | Srebro | Czas    | Brąz | Czas    |
| M1x (jedynka)                       | Stefanos Ntouskos | 6:40.45 | Kjetil Borch | 6:41.66 | Damir Martin | 6:42.58 |
| M2x (dwójka podwójna)               | Francja Hugo Boucheron · Matthieu Androdias | 6:00.33 | Holandia Melvin Twellaar · Stef Broenink | 6:00.53 | Chiny Liu Zhiyu · Zhang Liang | 6:03.63 |
| LM2x (dwójka podwójna wagi lekkiej) | Irlandia Fintan McCarthy · Paul O’Donovan | 6:06.43 | Niemcy Jonathan Rommelmann · Jason Osborne | 6:07.29 | Włochy Stefano Oppo · Pietro Ruta | 6:14.30 |
| M2- (dwójka bez sternika)           | Chorwacja Martin Sinković · Valent Sinković | 6:15.29 | Rumunia Marius-Vasile Cozmiuc · Ciprian Tudosă | 6:16.58 | Dania Frederic Vystavel · Joachim Sutton | 6:19.88 |
| M4x (czwórka podwójna)              | Holandia Dirk Uittenbogaard · Abe Wiersma · Tone Wieten · Koen Metsemakers                                                                                      | 5:32.03 | Wielka Brytania Harry Leask · Angus Groom · Tom Barras · Jack Beaumont                                                                                                | 5:33.75 | Australia Jack Cleary · Caleb Antill · Cameron Girdlestone · Luke Letcher                                                                                    | 5:33.97 |
| M4- (czwórka bez sternika)          | Australia Alexander Purnell · Spencer Turrin · Jack Hargreaves · Alexander Hill                                                                                 | 5:42.76 | Rumunia Mihăiță Vasile Țigănescu · Mugurel Semciuc · Ștefan Constantin Berariu · Cosmin Pascari                                                                       | 5:43.13 | Włochy Matteo Castaldo · Marco Di Costanzo · Matteo Lodo · Giuseppe Vicino                                                                                   | 5:43.60 |
| M8+ (ósemka)                        | Nowa Zelandia Thomas Mackintosh · Hamish Bond · Tom Murray · Michael Brake · Daniel Williamson · Phillip Wilson · Shaun Kirkham · Matt Macdonald · Sam Bosworth | 5:24.64 | Niemcy Johannes Weissenfeld · Laurits Follert · Olaf Roggensack · Torben Johannesen · Jakob Schneider · Malte Jakschik · Richard Schmidt · Hannes Ocik · Martin Sauer | 5:25.60 | Wielka Brytania Josh Bugajski · Jacob Dawson · Tom George · Mohamed Sbihi · Charles Elwes · Oliver Wynne-Griffith · James Rudkin · Tom Ford · Henry Fieldman | 5:25.73 |

### Kobiety
| Konkurencja                         | Złoto | Czas    | Srebro | Czas    | Brąz | Czas    |
| W1x (jedynka)                       | Emma Twigg | 7:13.97 | Hanna Prakacień | 7:17.39 | Magdalena Lobnig | 7:19.72 |
| W2x (dwójka podwójna)               | Rumunia Nicoleta-Ancuța Bodnar · Simona Radiș | 6:41.03 | Nowa Zelandia Brooke Donoghue · Hannah Osborne | 6:44.82 | Holandia Roos de Jong · Lisa Scheenaard                                                                             | 6:45.73 |
| LW2x (dwójka podwójna wagi lekkiej) | Włochy Valentina Rodini · Federica Cesarini | 6:47.54 | Francja Laura Tarantola · Claire Bové | 6:47.68 | Holandia Marieke Keijser · Ilse Paulis                                                                              | 6:48.03 |
| W2- (dwójka bez sternika)           | Nowa Zelandia Grace Prendergast · Kerri Gowler | 6:50.19 | Rosyjski Komitet Olimpijski Wasylisa Stiepanowa · Jelena Oriabinska                                                                                    | 6:51.45 | Kanada Caileigh Filmer · Hillary Janssens                                                                           | 6:52.10 |
| W4x (czwórka podwójna)              | Chiny Chen Yunxia · Zhang Ling · Lü Yang · Cui Xiaotong | 6:05.13 | Polska Agnieszka Kobus-Zawojska · Marta Wieliczko · Maria Sajdak · Katarzyna Zillmann                                                                  | 6:11.36 | Australia Ria Thompson · Rowena Meredith · Harriet Hudson · Caitlin Cronin                                          | 6:12.08 |
| W4- (czwórka bez sternika)          | Australia Lucy Stephan · Rosemary Popa · Jessica Morrison · Annabelle McIntyre                                                                                      | 6:15.37 | Holandia Ellen Hogerwerf · Karolien Florijn · Ymkje Clevering · Veronique Meester                                                                      | 6:15.71 | Irlandia Aifric Keogh · Eimear Lambe · Fiona Murtagh · Emily Hegarty                                                | 6:20.46 |
| W8+ (ósemka)                        | Kanada Lisa Roman · Kasia Gruchalla-Wesierski · Christine Roper · Andrea Proske · Susanne Grainger · Madison Mailey · Sydney Payne · Avalon Wasteneys · Kristen Kit | 5:59.13 | Nowa Zelandia Ella Greenslade · Emma Dyke · Lucy Spoors · Kelsey Bevan · Grace Prendergast · Kerri Gowler · Beth Ross · Jackie Gowler · Caleb Shepherd | 6:00.04 | Chiny Wang Zifeng · Wang Yuwei · Xu Fei · Miao Tian · Zhang Min · Ju Rui · Li Jingjing · Guo Linlin · Zhang Dechang | 6:01.21 |

## Tabela medalowa
| Miejsce | Państwo                     | Złoto | Srebro | Brąz | Razem |
| ------- | --------------------------- | ----- | ------ | ---- | ----- |
| 1       | Nowa Zelandia               | 3     | 2      | 0    | 5     |
| 2       | Australia                   | 2     | 0      | 2    | 4     |
| 3       | Holandia                    | 1     | 2      | 2    | 5     |
| 4       | Rumunia                     | 1     | 2      | 0    | 3     |
| 5       | Francja                     | 1     | 1      | 0    | 2     |
| 6       | Chiny                       | 1     | 0      | 2    | 3     |
| 6       | Włochy                      | 1     | 0      | 2    | 3     |
| 8       | Chorwacja                   | 1     | 0      | 1    | 2     |
| 8       | Irlandia                    | 1     | 0      | 1    | 2     |
| 8       | Kanada                      | 1     | 0      | 1    | 2     |
| 11      | Grecja                      | 1     | 0      | 0    | 1     |
| 12      | Niemcy                      | 0     | 2      | 0    | 2     |
| 12      | Rosyjski Komitet Olimpijski | 0     | 2      | 0    | 2     |
| 14      | Wielka Brytania             | 0     | 1      | 1    | 2     |
| 15      | Norwegia                    | 0     | 1      | 0    | 1     |
| 15      | Polska                      | 0     | 1      | 0    | 1     |
| 17      | Austria                     | 0     | 0      | 1    | 1     |
| 17      | Dania                       | 0     | 0      | 1    | 1     |
| Ogółem  | Ogółem                      | 14    | 14     | 14   | 42    |